# David C. Waybur
David Crowder Waybur (Oakland, 29 de setembro de 1919 - 28 de março de 1945) foi um oficial do Exército dos Estados Unidos e ganhador da mais alta condecoração militar dos Estados Unidos — a Medalha de Honra — por suas ações na Segunda Guerra Mundial. Durante a invasão aliada da Sicília, ele liderou sua pequena patrulha na defesa contra um ataque de quatro tanques italianos. Apesar de gravemente ferido, ele continuou a liderar e pessoalmente neutralizou um tanque usando apenas uma submetralhadora Thompson. Depois de receber a Medalha de Honra por essas ações, ele retornou ao combate e foi morto em combate na Alemanha.

## Biografia

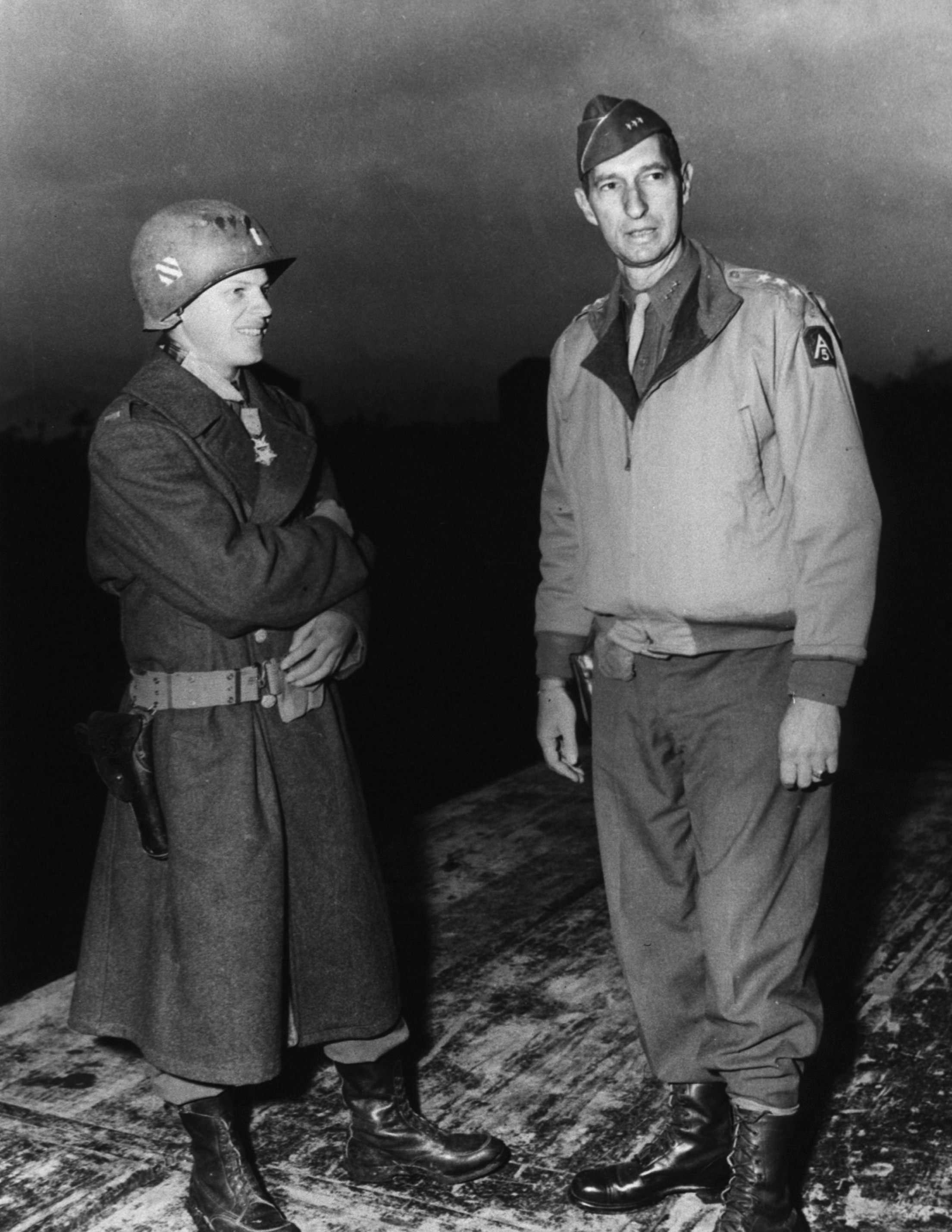
David Waybur conversa com Mark W. Clark, que lhe presenteou com a Medalha de Honra.

David Waybur era de Piedmont, na Califórnia, e trabalhou como balconista de mercearia e ajudante de fazenda na adolescência. Após o ensino médio, ele se matriculou na Universidade da Califórnia em Berkeley, onde deu continuidade à tradição familiar de ingressar na fraternidade Beta Theta Pi. Alistou-se no Exército como soldado raso em 22 de novembro de 1940, e mais tarde tornou-se oficial comissionado. Na época da invasão aliada da Sicília em julho de 1943, ele era um primeiro-tenente comandando a 3ª Tropa de Reconhecimento, da 3ª Divisão de Infantaria.
Na noite de 17 de julho de 1943, uma semana após o início da invasão da Sicília, Waybur se ofereceu para liderar uma patrulha de reconhecimento em território inimigo perto de Agrigento, a fim de localizar uma unidade Ranger desaparecida. A patrulha, composta por três jipes, foi interceptada e atacada por quatro tanques italianos. No tiroteio que se seguiu, Waybur e três de seus homens ficaram feridos, Waybur gravemente. Quando as três metralhadoras da patrulha ficaram sem munição, ele ordenou que seus homens se protegessem e, sozinho, neutralizou um tanque, ficando em campo aberto e matando sua tripulação com uma submetralhadora Thompson. Depois de enviar um membro da patrulha para buscar ajuda, Waybur continuou a liderar seus homens para conter os três tanques restantes durante a noite. Os reforços americanos chegaram pela manhã e os tanques italianos retiraram-se. Três meses depois, em 21 de outubro, Waybur recebeu a Medalha de Honra por suas ações durante a batalha. A medalha foi-lhe formalmente entregue pelo Tenente-General Mark Wayne Clark, comandante do Quinto Exército, durante uma cerimónia no Norte de África, mais tarde naquele ano.
O Tenente Waybur foi enviado de volta aos Estados Unidos para trabalhar em missões de bônus de guerra, mas acabou pedindo para retornar ao serviço de combate. Ele foi morto em ação na Alemanha em 28 de março de 1945, dois anos depois de ganhar a Medalha de Honra. Waybur foi enterrado no Cemitério e Memorial Americano da Lorena, em Saint-Avold, na França. Além da Medalha de Honra, ele também recebeu a Estrela de Prata e o Coração Púrpura.

## Citação da Medalha de Honra
A citação oficial da Medalha de Honra do 1º Tenente David Waybur diz:
Por bravura e intrepidez notáveis, correndo risco de vida além do dever, em ações que envolvem conflito real com o inimigo. Comandante de um pelotão de reconhecimento, o 1º Ten. Waybur se ofereceu para liderar uma patrulha de três veículos em território inimigo para localizar uma unidade Ranger isolada. Prosseguindo sob o manto da escuridão, por estradas conhecidas por serem fortemente minadas e fortemente defendidas por bloqueios e posições de metralhadoras, o progresso da patrulha foi interrompido em uma ponte que havia sido destruída por tropas inimigas e foi repentinamente isolada de seus veículos de apoio por 4 tanques inimigos. Embora irremediavelmente em menor número e em em desvantagem de armamentos, e ele e seus homens completamente expostos, ele rapidamente dispersou seus veículos e ordenou que seus atiradores abrissem fogo com suas metralhadoras calibre .30 e .50. Então, com a munição esgotada, 3 de seus homens atingidos e ele gravemente ferido, ele pegou sua submetralhadora Thompson calibre .45 e, de pé sob o luar brilhante, diretamente na linha de fogo, atacou sozinho o tanque líder a 30 jardas e conseguiu matar os tripulantes, fazendo com que o tanque corresse para a ponte e caísse no leito do riacho. Depois de enviar um dos homens para ajudar, ele reuniu o resto para cobertura e resistiu ao fogo contínuo dos tanques até a chegada de ajuda na manhã seguinte.